# Квасил, Богумил
Богумил Квасил (14 февраля 1920, Планяны, Чехословакия — 30 октября 1985, Прага) — чешский и чехословацкий учёный-физик, педагог, профессор, академик (с 1973), президент (с 1981) Чехословацкой Академии наук. Политический и государственный деятель. Член ЦК КПЧ. Депутат Федерального Собрания ЧССР.
Герой Социалистического Труда ЧССР (1979). Лауреат Государственной премии Клемента Готвальда (1971).

## Биография
В 1947 году окончил Высшую школу машиностроения и электротехники. С 1958 по 1983 год — преподаватель, позже ассистент, доцент (1954), в 1954—1955 — декан факультета электротехники Чешского технического университета. Некоторое время работал в Военно-техническом институте.
С 1958 — профессор факультета технической и ядерной физики в Карловом университете, с 1960 — вновь декан Чешского технического университета.
В 1968—1979 годах — ректор Чешского технического университета. Начиная с 1979 года занимал должность директора чехословацкого Физического института.
С 1962 — член-корреспондент, а с 1973 года — академик, с 1981 года возглавлял Чехословацкую академию наук.
В 1982 стал иностранным членом Академии наук СССР.
Видный политик. Делегат XV съезда КПЧ, на котором был избран кандидатом в ЦК Компартии Чехословакии. На XVI съезде партии избран членом ЦК КПЧ.
Член президиума ЦК Национального фронта Чехословакии.

## Научная деятельность
Специалист в области радиоэлектроники, вакуумной техники, физики лазерной плазмы и лазерной локации искусственных спутников. Принимал участие в строительстве первого линейного ускорителя электронов в Чехословакии. Участвовал в международной программе Интеркосмос.

## Награды
- 1971 — Государственная премия Клемента Готвальда,
- 1975 — Орден Труда,
- 1979 — Герой Социалистического Труда ЧССР